# کیوتاکا میتسوجی
کیوتاکا میتسوجی (انگلیسی: Kiyotaka Mitsugi؛ زادهٔ ۱ ژانویهٔ ۱۹۵۳) بازیگر، خواننده، بازیگر خردسال، و شخصیت‌های تلویزیونی در ژاپن اهل ژاپن است.